# Brachymeles hilong
Espèce
Synonymes
- Brachymeles gracilis hilong Brown & Rabor, 1967

Brachymeles hilong est une espèce de sauriens de la famille des Scincidae.

## Répartition
Cette espèce est endémique des Philippines. Elle se rencontre sur les îles de Mindanao, de Bohol, de Camiguin, de Samar et de Leyte.

## Publications originales
- Brown & Rabor, 1967 : Review of the genus Brachymeles (Sauria), with descriptions of new species and subspecies. Proceedings of the California Academy of Sciences, sér. 4, vol. 34, p. 525-548 (texte intégral).